# Joaquín Loriga
Joaquín Loriga Taboada (Lalín, Pontevedra, 23 de septiembre de 1895-aeródromo de Cuatro Vientos, Madrid, 18 de julio de 1927) fue un aviador y militar español. Llevó a cabo, junto con otros 2 pilotos y 3 mecánicos, el vuelo Madrid-Manila de la Escuadrilla Elcano.

## Biografía
Nació en la parroquia de San Martiño de Prado, en el municipio pontevedrés de Lalín. Pertenecía a una familia de tradición militar, los Taboada, cuya casa solariega era el pazo de Liñares. En 1912 ingresó en la Academia de Artillería de Segovia, realizando posteriormente el curso de habilitación para piloto en la promoción 1920-1921. Participó en la guerra del Rif, incorporándose en 1921 al servicio de la aviación militar, tras ser ascendido a capitán. Destinado en Melilla, como jefe de la tercera escuadrilla, conoció a Eduardo González Gallarza, que años después le acompañaría en el vuelo Madrid-Manila. Por sus valientes acciones en la guerra del Rif, en septiembre de 1923 se le impuso la Medalla Militar junto a otros aviadores distinguidos, como Ramón Franco, Juan de Ortiz y su propio compañero Gallarza.
En 1924 fue destinado a la península, concretamente al aeródromo de Cuatro Vientos, entonces en los alrededores de Madrid, como jefe de la escuadrilla de clasificación. Allí, en 1926, Loriga pilotó el autogiro de Juan de la Cierva en su prueba inaugural hasta Getafe.
El 5 de abril del mismo año inició, con los capitanes Esteve y Gallarza, el raid de Madrid a Manila a bordo de sendos Breguet XIX, aparatos biplazas de cabinas abiertas en tándem, a cada uno de los cuales acompañaba 1 mecánico. Se trataba de la Escuadrilla Elcano. La justificación del raid había sido que Filipinas, antigua colonia, aún mantenía lazos con la antigua metrópoli, existiendo todavía una gran cantidad de población española o de origen español, al tiempo que los tiempos de la colonia se recordaban como más benignos que los de la ocupación estadounidense.
Los 18.900 kilómetros de recorrido estuvieron plagados de contratiempos y, divididos en 17 jornadas, fueron cubiertos en 33 días. Durante la etapa Trípoli-El Cairo, Esteve tuvo que dirigirse a Túnez debido a una avería en el motor. En la etapa Hanói-Macao, Loriga tuvo que realizar un aterrizaje de emergencia en Macao, debido en una avería, por lo que finalmente él y Gallarza tuvieron que seguir camino en el único aparato disponible hasta Aparri, primera escala en Filipinas, donde fueron clamorosamente recibidos. Aeroplanos del ejército de los Estados Unidos los acompañaron en la última escala, entre Aparri y Manila, donde recibieron un recibimiento multitudinario. Fueron nombrados "Hijos Adoptivos" de Manila y recibieron innumerables homenajes en los 13 días de estancia en el país del Lejano Oriente, que tendrían su culminación días después, a su regreso a España.
En 1927 recibió junto a Ramón Franco, Ruíz de Alda y Gallarza la Medalla de la Liga Internacional de Aviadores, y atendiendo la petición de sus paisanos, viajó a Galicia. El 23 de junio de 1927 aterrizó con su avión en el Monte do Toxo (Lalín), donde una multitud acudió a recibirlo. Era el primer avión que tomaba tierra en Galicia. Poco después de regresar a Madrid, encontró la muerte en el aeródromo de Cuatro Vientos, al estrellarse el avión que pilotaba.
Antes de su muerte, sus paisanos habían comenzado una suscripción para obsequiarle con un aeroplano, que nunca fue adquirido. Con el dinero reunido se decidió erigir un monumento en su memoria. El monumento, obra del escultor Francisco Asorey fue inaugurado el 27 de agosto de 1933 en un céntrico parque de Lalín. La obra reproduce un avión clavado en la tierra, que simboliza una cruz, que preside el aviador. En la base, las palabras "España-Filipinas".